# Carolina Johanna Ödman-Govender

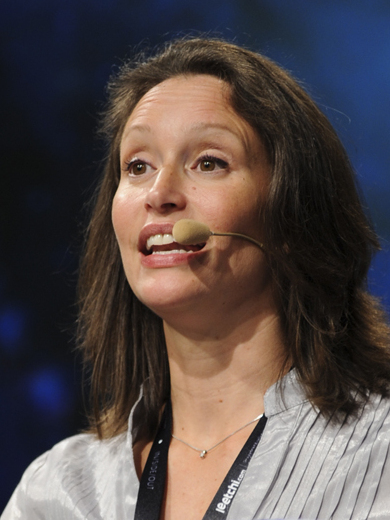
Carolina Ödman-Govender, 2013

Carolina Johanna Ödman-Govender (* 3. Juli 1974; † 15. November 2022 in Kapstadt, Südafrika) war eine Schweizer Physikerin, Astronomin, Astrophysikerin, Kosmologin und Wissenschaftskommunikatorin.

## Ausbildung
Ödman-Govender studierte bis 2000 Physik an der École polytechnique fédérale de Lausanne (EPFL). Sie schloss ihr Studium mit dem Diplom ab. Von 2000 bis 2004 war sie wissenschaftliche Assistentin an der Abteilung für Mathematik der University of Cambridge. Dort promovierte sie 2003 mit einer Arbeit zum Thema Joint constraints from the cosmic microwave background and other cosmological datasets. An den Colleges Trinity Hall und Girton College und am Cavendish-Laboratorium hielt sie Kurse für Studenten zu den Themen
- Markow-Ketten
- Statistische Physik und Kosmologie
- Mathematik
- Experimentalphysik[2]

## Praktika
1993 machte Ödman-Govender ein Praktikum bei Taylor Rafferty & Associates, New York, USA. Dabei beschäftigte sie sich mit Datenbankdesign und Marktforschung.
1998 machte Ödman-Govender ein Praktikum bei der Novartis Scientific Services, Basel, Schweiz. Im Rahmen dieses Praktikums untersuchte sie organische und anorganische Oberflächen mit einem Rasterkraftmikroskop. Ihr Betreuer war Dario Anselmetti.

## Berufsleben
2004 ging Ödman-Govender als Tutor für Astrophysik und Perl-Programmierung an das Mathematikinstitut in Muizenberg, Südafrika. Von 2005 bis 2010 war Ödman-Govender die erste internationale Projektmanagerin für Universe Awareness (UNAWE) an der Universität Leiden.
Dann ging sie nach Südafrika, wo sie von 2010 bis 2011 als wissenschaftliche Assistentin am Square Kilometre Array mitarbeitete. Von 2011 bis 2012 war sie Leiterin für wissenschaftliche Entwicklung bei der Next Einstein Initiative. Danach arbeitete sie von 2012 bis 2017 als leitende Wissenschaftlerin bei der Firma thumbzup Innovation. Seit 2018 war Ödman-Govender Associate Professor für Astrophysik an der Universität des Westkaps und Associate Direktor für Entwicklung und Wissenschaftskommunikation am Institut für Astronomie.
2022 starb Ödman-Govender mit 48 Jahren an metastasierendem Bauchspeicheldrüsenkrebs.

## Ämter und Mitgliedschaften
Ödman-Govender war Mitglied der Internationalen Astronomischen Union (IAU), des South African Institute of Physics (SAIP), des South African Council for Natural Scientific Professions (SACNASP) und der South African Science Journalist Association (SASJA).
Außerdem wirkte sie in vielen wissenschaftlichen und politischen Einrichtungen teilweise leitend und/oder beratend mit, darunter:
- 2003–2009: UNESCO, Mitarbeit bei der Herausgabe des UNESCO World Report, World Report Series, 2005, ISBN 978-92-3-104000-9 und World Report Series, 2009, ISBN 978-9231040771
- 2008: Conference of NGOs (Konferenz der Nichtregierungsorganisationen) mit Forschung über die Beziehung zwischen der NGO-Konferenz und dem Büro der Vereinten Nationen für Weltraumfragen
- 2010: COST (Europäische Zusammenarbeit auf dem Gebiet der Wissenschaft und Technologie)
- seit 2011: Europäische Kommission beim FP7 und beim Horizont 2020 EU-Förderprogramm
- 2012: Projekt zur Entwicklung von Togo
- seit 2012: Cape Town Science Centre
- seit 2012: South African Science Journalists Association
- 2015–2016: Südafrika-Botschafterin für die Africa Code Week
- 2011–2018: Square Kilometre Array Südafrika, Kapstadt
- 2012–2018: Astronomy for the Public
- 2017: BRICS-Arbeitsgruppe für Informations- und Kommunikationstechnik und Hochleistungsrechnen
- 2018: Dozentin beim Massive Open Online Course für Radioastronomie[2]

## Forschungsinteressen
Ödman-Govender forschte über Dunkle Energie, über das Spektrum der Hintergrundstrahlung und über die Kosmologische Konstante Lambda {\displaystyle \Lambda \!\,}.

## Auszeichnungen und Anerkennungen
2018 wurde Ödman-Govender von der Internationalen Astronomischen Union für ihre Leistungen in der Öffentlichkeitsarbeit, zur Entwicklung und Ausbildung auf dem Gebiet der Astronomie mit einem Preis (Special Executive Committee Award for Astronomy Outreach, Development and Education) ausgezeichnet.
In Gedenken an Ödman-Govender wurde vom African Network for Women in Astronomy ein Preis, der Ödman Award, gestiftet, der jährlich Frauen in Afrika für besondere Beiträge und Erfolge in der Wissenschaft verliehen wird. Ebenfalls in ihrem Gedenken wurde der Asteroid (552708) Ödmangovender nach ihr benannt.

## Gesellschaftliches Engagement
Ödman-Govender arbeitete an der Entwicklung der Astronomie in Afrika. Ödman-Govender war Mitbegründerin des African Network for Women in Astronomy und arbeitete in dessen Leitung aktiv mit.
Ödman-Govender engagierte sich besonders für die mathematische und naturwissenschaftliche Bildung von Kindern und Frauen in Südafrika. So organisierte sie zum Beispiel Mathematik-Unterricht für Kinder durch Absolventen der École polytechnique fédérale de Lausanne (EPFL) in den Townships. Außerdem startete sie ein Projekt, bei dem wissenschaftliche Begriffe in die indigenen Sprachen übersetzt wurden, um auf diese Weise auch Kindern das Verständnis der Wissenschaften zu erleichtern. Außerdem wollte sie dadurch dazu beitragen, die Wissenschaft zu entkolonialisieren.

## Familie und Hobbys
Ödman-Govender lernte 2006 den Astronomen Kevin Govender kennen. Er ist seit 2011 Leiter des Office of Astronomy for Development und Manager am South African Astronomical Observatory. Govender und Ödmann heirateten und bekamen zwei Söhne.
In ihrer Freizeit beschäftigte sich Ödman-Govender mit Digitalfotografie und Grafikdesign. Sie trieb Aerobic und Zumba. Außerdem spielte sie Harfe, Klavier und sang.

## Veröffentlichungen (Auswahl)
- The Inspiring Universe zusammen mit George K. Miley und Pedro Russo in Seeking Understanding, Brill, 2019, S. 119–135 online
- Astronomical perspectives for young children, 2011, zusammen mit Deirdre Kelleghan, Science, Band 333, S. 1106–1107 online
- Universe Awareness: Inspiring young children around the world, 2009, Proceedings of the International Astronomical Union, Band 5, S. 650–659 online
- Making young children aware of the universe, 2007, Astronomy & Geophysics 48, 4.20–4.21 online
- The state of the dark energy equation of state zusammen mit Alessandro Melchiorri, Laura Mersini, Mark Trodden, 2003, Physical Review, Band 68 online
- The shape of the CMB power spectrum, 2003, New Astronomy Reviews 47, S. 741–745 online
- Dark Energy: Is it Q or Lambda? zusammen mit Alessandro Melchiorri, 2002 online